# Breslauer Turnfehde
Bei der Breslauer Turnfehde (zeitgenössisch auch als Turnfehde des Prof. Steffens bezeichnet) 1819 kam es auch infolge der Ereignisse beim Wartburgfest 1817 zu heftigen Auseinandersetzungen zwischen Turnfreunden und Turnfeinden über das Turnziel, in deren Ergebnis der Turnplatz in Breslau geschlossen wurde. Sie stellte daher das Vorspiel des nur wenige Zeit später greifenden Turnverbots dar.

## Verlauf

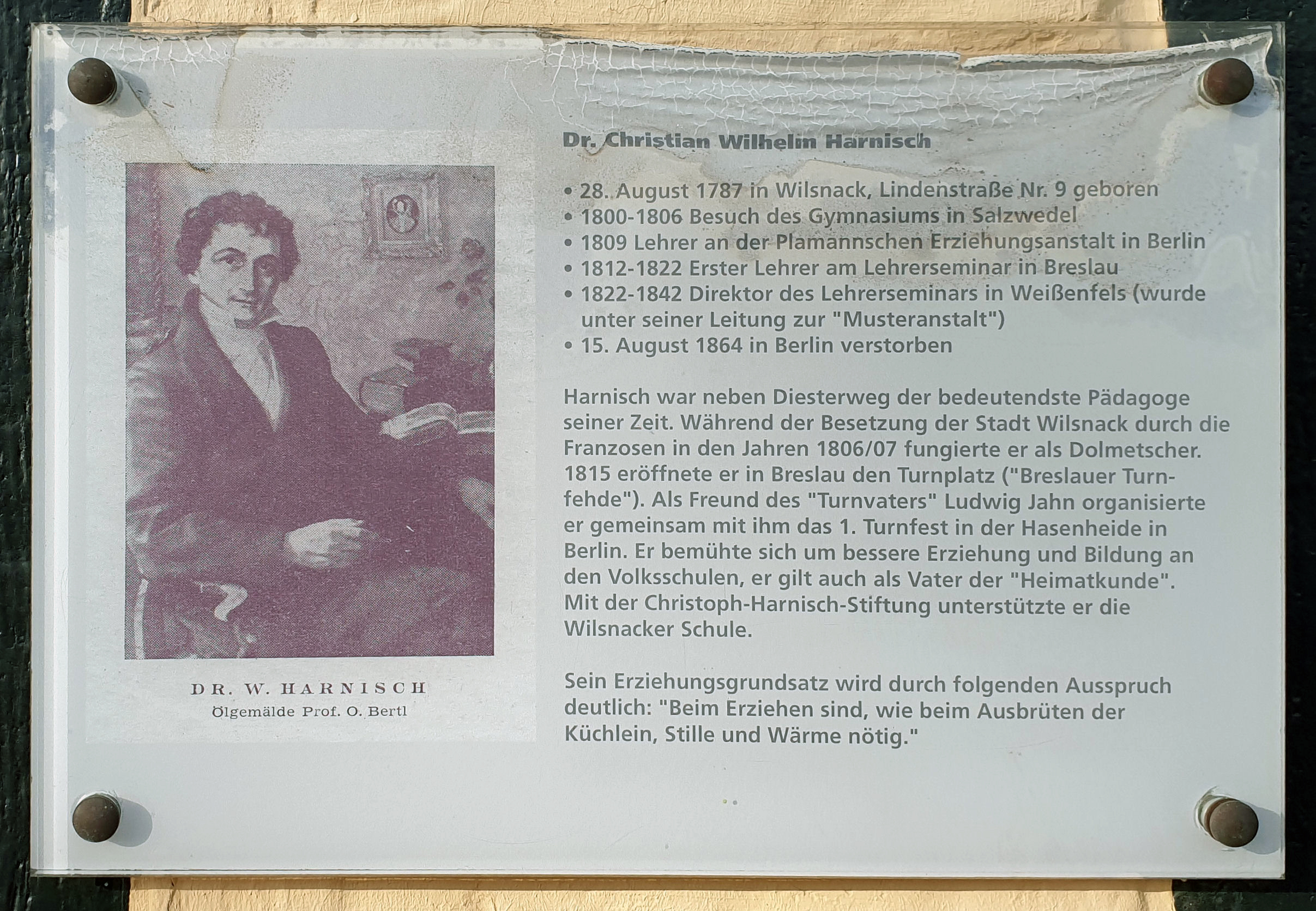
Gedenktafel für Christian Wilhelm Harnisch in Bad Wilsnack

Als sich der Rektor des Breslauer Elisabet-Gymnasiums, Karl Friedrich Etzler, öffentlich sehr deutlich gegen das Turnen ausgesprochen hatte, kam es auf dem Turnplatz zum Streit zwischen ihm und einigen seiner Schüler und anderen Turnern. Der Streit begann sich sehr schnell auszuweiten, da verschiedene Professoren diesen Streit zur Plattform ihrer politischen Ansichten machten. Diese kontrovers geführten Diskussionen eskalierten bald in Debatten, in denen persönliche Beleidigungen an der Tagesordnung waren.
Auf der einen Seite standen die „Turnfreunde“ mit den Germanisten Franz Passow, Christian Wilhelm Harnisch und Hans Ferdinand Maßmann an der Spitze, auf der anderen die „Turnfeinde“ geführt vom Philosophen Henrich Steffens und dem Historiker Karl Adolf Menzel. Passow hatte 1818 in seiner Schrift „Turnziel. Turnfreunden und Turnfeinden“ im Sinne Friedrich Ludwig Jahns die egalitäre gesellschaftliche Zielsetzung der frühen Turnbewegung betont. Er wollte damit die immer noch herrschenden ständischen Gegensätze aufheben und damit auch das Schul- und Erziehungswesen modernisieren. Parallel dazu sollten sich aber auch Staat und Gesellschaft ändern. Steffens dagegen bezog Stellung gegen eine breite politische und sogar kulturrevolutionäre Bedeutung des Turnens. Er schätzte die Verdienste Jahns und der Turnbewegung um die physische Erziehung (ein auf den französischen Arzt Pierre Brouzet, 1714–1772, zurückgehender Begriff) der Jugend sehr, doch alles, was darüber hinaus an politischen Ideen gefordert wurde, hielt er für gefährlichen Unfug.
Der preußische Hauptmann Wilhelm von Schmeling stand zwischen den verfeindeten Lagern und sah das Schulturnen als Aufgabe des Militärs an, was er in seiner Schrift „Landwehr“ deutlich zum Ausdruck brachte.
Nach der Ermordung des Schriftstellers August von Kotzebue am 23. März 1819 durch den Studenten und Turner Karl Ludwig Sand in Mannheim ließ der preußische König Friedrich Wilhelm III. im Sommer desselben Jahres das Turnen verbieten. Der Streit in Breslau bestätigte den preußischen König in seinen Vorbehalten gegenüber dem Turnen. Am 2. Januar 1820 ließ Polizeiminister Karl August von Hardenberg einen entsprechenden Erlass („Turnsperre“) veröffentlichen (Zitat: „Da es Seiner Majestät ernster Wille ist ... daß alles Turnen schlechterdings unterbleibe“).
So wurden den Beteiligten der Breslauer Turnfehde schwere Verweise ausgesprochen; Maßmann wurde nach Magdeburg ausgewiesen. Der König verfügte die Schließung der Turnplätze in Berlin und Breslau und wies seine Minister an, dem Geist der Unruhe, besonders an den Universitäten und Turnplätzen, ein Ende zu bereiten.